# Revolution (película de 1985)
Revolution es una película británico-noruega de 1985, dirigida por Hugh Hudson, escrita por Robert Dillon y protagonizada por Al Pacino, Donald Sutherland y Nastassja Kinski. Pacino interpreta a un trampero de la provincia de Nueva York que se enrola involuntariamente del lado de los revolucionarios en la guerra de Independencia de los Estados Unidos. 
Revolution fue una decepción a nivel crítico y un fracaso de taquilla. Como resultado, Pacino se retiró del cine durante cuatro años hasta Sea of Love (1989).

## Sinopsis
En contra de su voluntad, el trampero Tom Dobb participa en la guerra de Independencia de los Estados Unidos después de que su hijo se una al ejército como tamborilero. Más tarde, su hijo es capturado por los ingleses y llevado al campamento del sargento mayor Peasy para reemplazar a los tamborileros ingleses muertos. En su intento de rescatarlo, Dobb se convence de que debe apoyar la lucha por la independencia de las Trece Colonias, junto a la idealista aristócrata Daisy McConnahay.

## Reparto
| Actor             | Personaje            |
| ----------------- | -------------------- |
| Al Pacino         | Tom Dobb             |
| Donald Sutherland | Sargento mayor Peasy |
| Nastassja Kinski  | Daisy McConnahay     |
| Joan Plowright    | Señora McConnahay    |
| Dexter Fletcher   | Ned Dobb             |
| Sid Owen          | Joven Ned Dobb       |
| Joan Plowright    | Señora McConnahay    |
| Dave King         | Señor McConnahay     |
| Steven Berkoff    | Sargento Jones       |
| John Wells        | Corty                |
| Annie Lennox      | Mujer libertaria     |
| Richard O'Brien   | Lord Hampton         |
| Paul Brooke       | Lord Darling         |
| Frank Windsor     | General Washington   |
| Jesse Birdsall    | Cabo sargento Peasy  |
| Graham Greene     | Ongwata              |
| Robbie Coltrane   | Neoyorquino burgués  |

## Comentarios
Algunas escenas de la película fueron filmadas en el antiguo puerto de la ciudad inglesa de King's Lynn. 
Revolution supuso uno de los grandes fracasos económicos de Hugh Hudson como director.
También resultó nominada a los Premios Razzie: al peor actor (Al Pacino), al peor director, a la peor música y a la peor película.